# Ornézan
 Ornézan  es una población y comuna francesa, situada en la región de Mediodía-Pirineos, departamento de Gers, en el distrito de Auch y cantón de Auch-Sud-Est-Seissan.

## Geografía

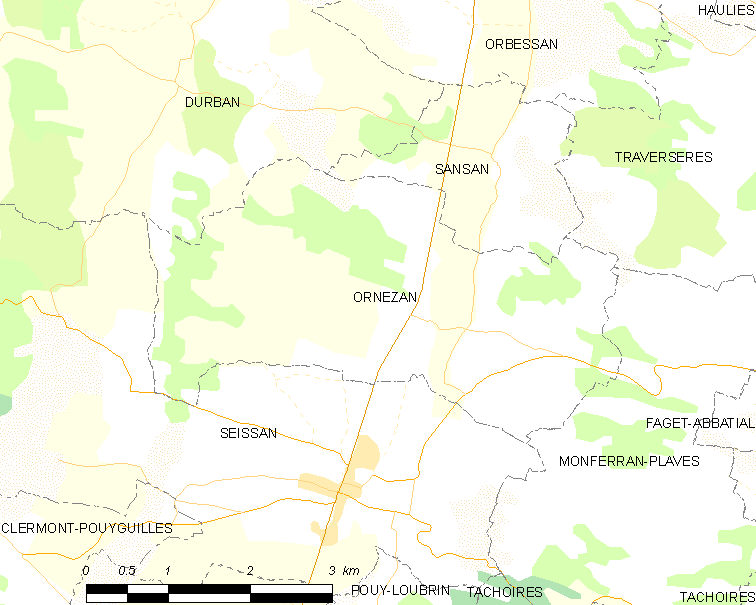
Situación de Ornézan

## Demografía

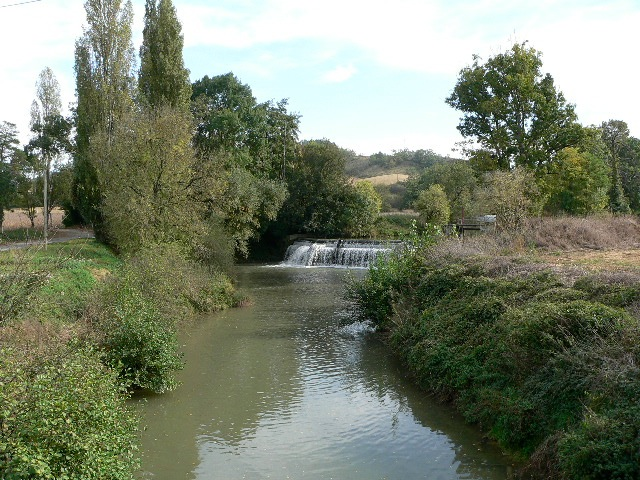
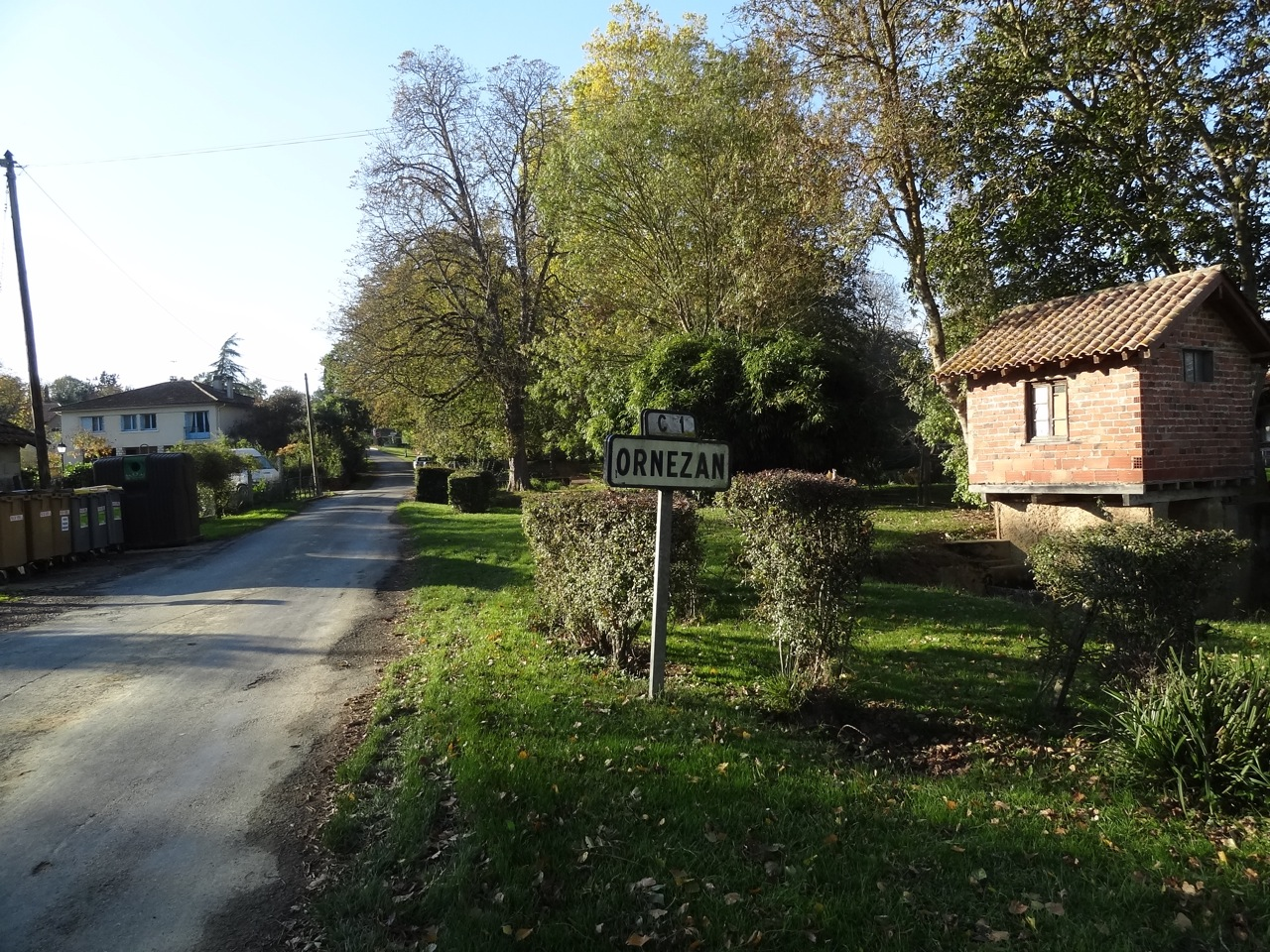
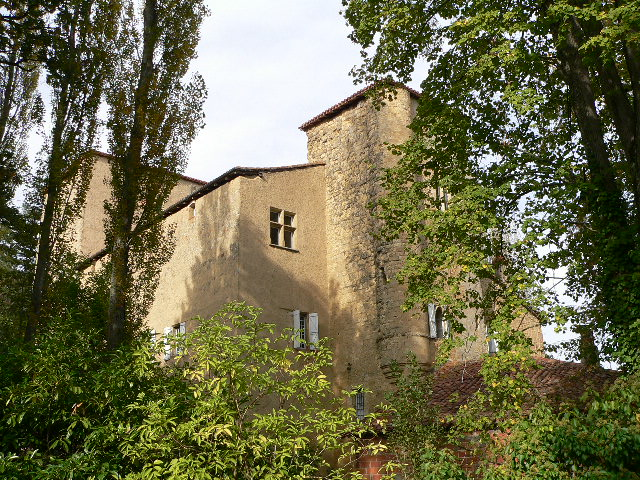
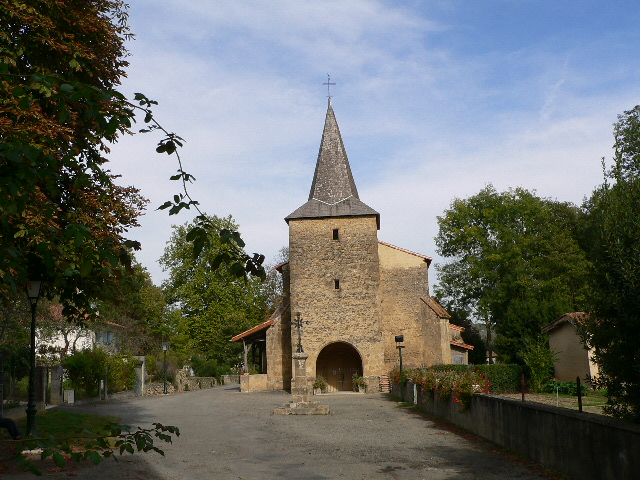
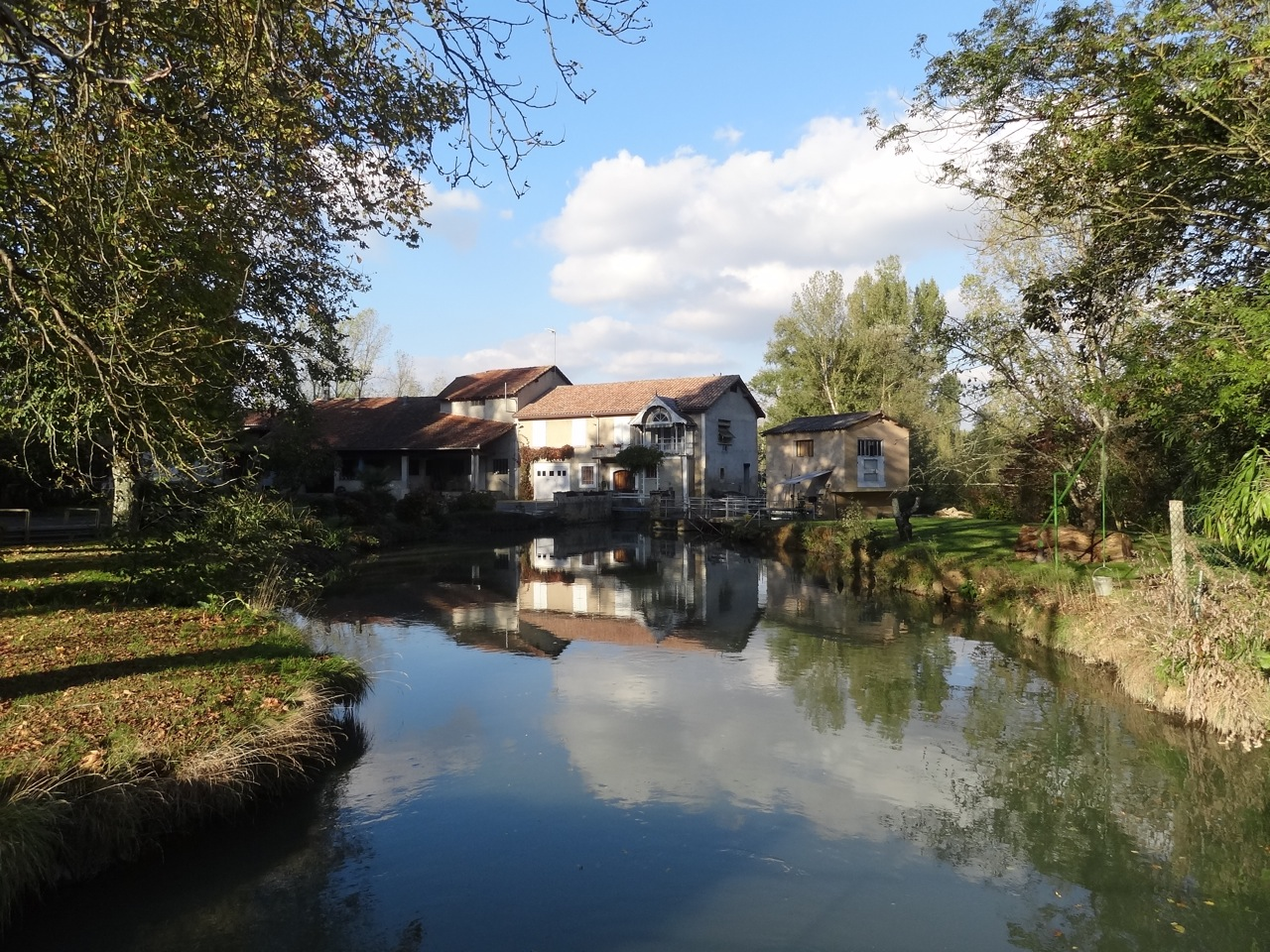

| 222 | 209 | 209 | 216 | 225 | 237 |
| Para los censos de 1962 a 1999 la población legal corresponde a la población sin duplicidades (Fuente: INSEE [Consultar]) |     |     |     |     |     |